# Sonia Darrin
Sonia Darrin (* 16. Juni 1924 in Galveston, Texas, als Sonia Paskowitz; † 19. Juli 2020 in New York City) war eine US-amerikanische Schauspielerin. Bekanntheit erlangte sie 1946 durch die Rolle der Agnes Lowzier in Tote schlafen fest.

## Leben
Sonia Darrin wurde 1924 als Tochter russischer Immigranten im texanischen Galveston geboren. Sie hatte zwei Brüder, darunter den Arzt und Surfer Dorian Paskowitz (1921–2014). Darrin nahm Tanzstunden bei einem renommierten Choreografen, der sie an das Set des Abenteuerfilms Blutrache mitnahm und ihr so einen Statistenauftritt verschaffte. Durch ein Vorsprechen beim Cheoreograf und Tänzer LeRoy Prinz erhielt Darrin weitere Filmrollen. So war sie ebenfalls 1941 als Statistin in Die ewige Eva zu sehen. In den folgenden Jahren trat Darrin zumeist in nicht im Abspann genannten Rollen großer Hollywood-Produktionen auf. Zu diesen gehörten unter anderem das Musical Die Königin vom Broadway sowie der Kriegsfilm The North Star. Insgesamt wirkte sie in zwölf Filmen mit.
Ihren bekanntesten Filmauftritt hatte Darrin 1946 als Femme fatale Agnes Lowzier in dem Film-noir-Klassiker Tote schlafen fest an der Seite von Humphrey Bogart und Lauren Bacall. Sie blieb auch für diesen Film im Abspann unerwähnt, obgleich sie in diesem Film eigentlich eine größere und für die Handlung wichtige Nebenrolle spielte. Laut Darrin lag der Grund für ihre Nicht-Erwähnung in einem Streit zwischen ihrem Agenten und dem Warner-Studiochef Jack L. Warner. Seit dem Tod von Dorothy Malone im Januar 2018 war sie die letzte noch lebende Darstellerin aus diesem Film. Ihren letzten Fernsehauftritt hatte Darrin im Jahr 1975 mit ihrem Sohn Mason in der Mike Douglas Show. Anschließend zog sich die Schauspielerin ins Privatleben zurück. 2007 wurde sie für eine Dokumentation über ihren Bruder Dorian Paskowitz interviewt.
Darrin war verheiratet und hatte vier Kinder, darunter den Schauspieler Mason Reese. Sie lebte in der Upper West Side in Manhattan und starb im Juli 2020 im Alter von 96 Jahren eines natürlichen Todes.

## Filmografie
- 1941: Blutrache (The Corsican Brothers)
- 1941: Die ewige Eva (It Started with Eve)
- 1942: Die Königin vom Broadway (My Gal Sal)
- 1942: The Hard Way
- 1943: Frankenstein trifft den Wolfsmenschen (Frankenstein Meets the Wolf Man)
- 1943: The North Star
- 1944: Die Träume einer Frau (Lady in the Dark)
- 1946: Tote schlafen fest (The Big Sleep)
- 1947: Bury Me Dead
- 1948: I, Jane Doe
- 1949: Gefangen (Caught)
- 1950: Federal Agent at Large
- 1975: The Mike Douglas Show (Fernsehshow, eine Folge)